# Бабичев, Николай Тихонович
Николай Тихонович Бабичев (22 мая 1916, Москва — 29 августа 1990, Ленинград) — советский библиограф

, лексикограф, соавтор «Словаря латинских крылатых слов».

## Биография
Родился в крестьянской семье. В 1932 окончил среднюю школу в Москве. В 1933—1937 учился в Московском электромеханическом техникуме по специальности «техник-электрик», работал в Мосэлектротрансе. В 1939—1941 годах учился на истфаке МОПИ. В 1941 году работал в Главоборонстрое НКВД СССР но строительстве оборонительных сооружений Западного фронта. С октября 1941 по март 1942 года — рядовой РККА в тыловых частях. В 1942—1943 годах по трудовой мобилизации работал в шахте в пос. Балаховка Тульской области. С августа 1943 года возобновил учёбу в МОПИ, который окончил в 1946 году по специальности «педагог-историк, преподаватель истории в средней школе». В 1946—1948 годах работал в системе Мосэлектротранса.
В 1948 переехал в Ленинград, в 1950 году экстерном окончил Ленинградский государственный библиотечный институт и поступил на службу в Государственную публичную библиотеку на должность старшего библиографа, где проработал до выхода на пенсию в 1976 году.
Был соавтором «Словаря латинских крылатых слов» (вместе с Я. М. Боровским), вышедшего в 1982 году и выдержавшего множество переизданий.